# Vítězslav Janovský
Vítězslav Janovský, zvaný také Viktor Janovský (2. července 1847 Praha – 19. března 1925 Praha), byl český lékař se specializací v oboru dermatovenerologie a historik lékařství.

## Život
15. ledna 1870 promoval jako lékař, ranhojič a magistr porodnictví. V roce 1872 se na pražské lékařské fakultě Habilitoval z epidemiologie a jako první český lékař také z dějin lékařství. Roku 1873 se oženil s Emilií Vydrovou. V roce 1882 začal působit na kožním a venerickém oddělení jako primář.
Roku 1883 byl jmenován mimořádným profesorem a 1. října téhož roku se stal přednostou kliniky, která vznikla z oddělení chorob kožních a příjičných. Současně se stal ředitelem České dětské nemocnice v Praze. V letech 1916/1917 byl rektorem a v letech 1917/1918 prorektorem Univerzity Karlovy. Roku 1918 odešel do výslužby.
Zaváděl nové vyšetřovací metody v bakteriologii a histologii. Jako první popsal chorobu acanthosis nigricans. Byl prvním prezidentem Československé dermatologické a venerologické společnosti. Stál u počátků české lékařské vědecké literatury.
Podle Vítězslava Janovského se jmenuje ulice Janovského v pražských Holešovicích.

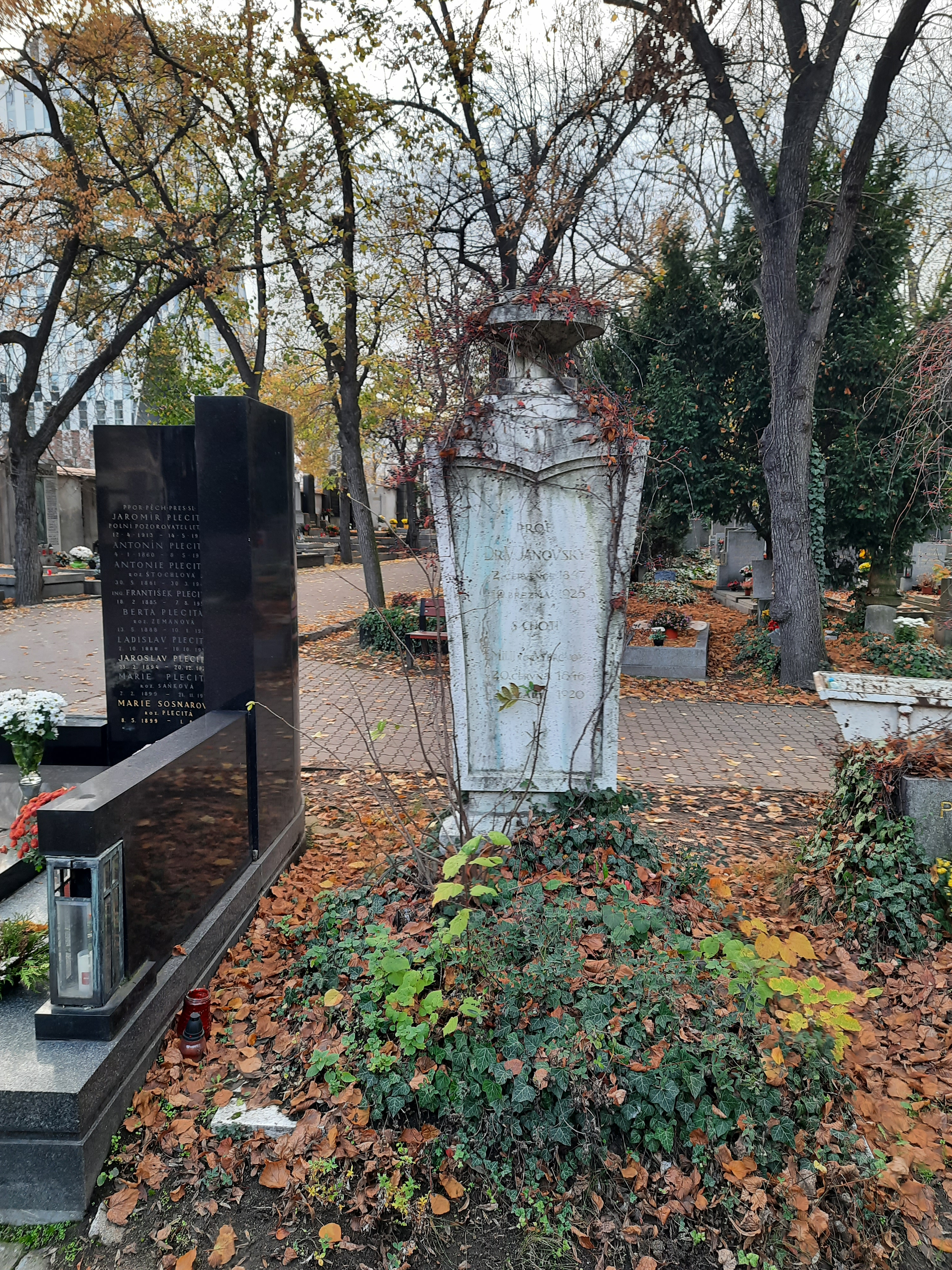
Hrob Vítězslava Janovského na Olšanských hřbitovech

## Dílo
- Názvosloví lékařské a lékárnické  (1881)
- Nauka o nemocech venerických a příjičných (1911–1920) – první česká učebnice venerologie
- Slovník lékařský  (1914–1921)